# Мінеральні Бані
Мінера́льні Ба́ні (болг. Минерални бани) — село в Хасковській області Болгарії. Адміністративний центр общини Мінеральні Бані. 

## Населення
За даними перепису населення 2011 року у селі проживали 1157 осіб. 15 вересня 2022 року у селі проживало 1230 осіб.
Національний склад населення села:
| Національність   | Кількість осіб | Відсоток |
| ---------------- | -------------- | -------- |
| болгари          | 1089           | 97,4%    |
| турки            | 9              | 0,8%     |
| інша             | 5              | 0,4%     |
| Всього відповіли | 1118           |          |

Розподіл населення за віком у 2011 році:
Динаміка населення: